# Değirmenlik
Değirmenlik (prononcé [dɛ.jiɾ.mɛn.'lik]) ou Kythréa (grec moderne : Κυθρέα ou Κυθραία) est une ville de la partie turque de Chypre,.